# Klaus Metzger (Regisseur)
Klaus Metzger  (geboren 1951 in Stuttgart) ist ein deutscher Theaterregisseur und Autor.

## Leben
Metzger studierte Theaterwissenschaft, Philosophie und Religionswissenschaften an der Freien Universität in Berlin. Auslandsstudien hatte er in Kanada an der Université Laval in Québec, an der University of Toronto und in den USA an der Yale University.
Von 1980 bis 1993 war er Dramaturg und Regisseur an der Schaubühne am Lehniner Platz in Berlin, mit einem zwischenzeitlichen  Engagement bei Claus Peymann als Dramaturg am Schauspielhaus Bochum. Für den S. Fischer Verlag übersetzte er Theaterstücke aus dem amerikanischen Englisch.
Zwischen 1992 und 1996 war er Produktionsleiter und Regisseur bei den Salzburger Festspielen und führte Regie in Freiburg, Tübingen, Seoul (Südkorea) und bei den Ruhrfestspielen in Recklinghausen. Ab 1997 war er sechs Jahre Intendant des Tübinger Zimmertheaters.
Seit 2002 arbeitet Metzger wieder als freier Regisseur. Mit dem Schauspieler und Fußballfan Peter Lohmeyer war er ab 2004 an verschiedenen Fernsehproduktionen zum Thema Fußball beteiligt. Seinen 2011 beim Silberburg-Verlag erschienenen Roman ’s Bläddle: Erlebnisse eines schwäbischen Reporters verfasste er in Schwäbisch. Seit 2011 arbeitet Klaus Metzger als Autor des Volks-Theaters „Komedescheuer in der Mäulesmühle“ in Stuttgart, vor allem für das Paar „Hannes und der Bürgermeister“.
Klaus Metzger ist Dozent der Folkwang Universität der Künste, Abteilung Schauspiel, in Essen und Bochum.

## Schriften
- Padrone: Roman in Stücken, Literaturmetzgerei, Reutlingen 2007, ISBN 978-3-940714-01-5.
- ’s Bläddle: Erlebnisse eines schwäbischen Reporters, Silberburg-Verlag, Tübingen 2011, ISBN 978-3-8425-1122-4.
- John, Paul, George und Richard. Roman. Eulenspiegel-Verlag, Berlin 2018, ISBN 978-3-359-01380-8.
- Übersetzungen: Sam Shepard, Die unsichtbare Hand, DE: 24. Mai 1987, Schaubühne Berlin; Sam Shepard: Schocks, DE: 30. April 1991, Theater Konstanz; Mervyn Sprung, Der Zauber des Nichtwissens, Königshausen&Neumann, Würzburg 2020, ISBN 978-3-8260-7063-1.
- Boulangers Neffe: Zweite Satire nach der Übertragung des Herrn von Goethe, Königshausen&Neumann, Würzburg 2021, ISBN 978-3-8260-7419-6.
- Die Stimme des Adlers. Eine Tiergeschichte auf dem Theater, Königshausen&Neumann, Würzburg 2023, ISBN 978-3-8260-7916-0.
- Traunstein - Eine Verbeugung, Königshausen&Neumann, Würzburg 2024, ISBN 978-3-8260-9019-6.